# Gadżymurad Nurmagomiedow
Gadżymurad Nurmagomiedow (orm. Հաջիմուրադ Նուրմագոմեդով , ros. Гаджимурад Нурмагомедов; ur. 1 maja 1987) – ormiański zapaśnik walczący w stylu wolnym, pochodzenia awarskiego.
Olimpijczyk z Londynu 2012, gdzie zajął jedenaste miejsce w kategorii 84 kg.
Zajął 26. miejsce na mistrzostwach świata w 2011. Jedenasty na mistrzostwach Europy w 2012 roku.